# Tatort: Die Kunst des Krieges
«Tatort: Die Kunst des Krieges» — австрийский телевизионный фильм 2016 года из детективного телесериала «Место преступления» (нем. Tatort) режиссёра Томаса Рота. В картине сыграла одну из своих первых ролей актриса Пути Кайсар Михара. Съёмки фильма проходили в Вене.

## В ролях
- Томас Штипсиц
- Адель Нойхаузер
- Пути Кайсар Михара
- Янина Руденска